# Major Records
Major Records ist ein Musiklabel aus Hamburg, das sich auf internationale elektronische Popmusik spezialisiert hat. Zu seinen bekanntesten Künstlern des zählen Ladytron, IAMX, X-Perience und Boytronic.

## Geschichte

### Gründung 2004
Gegründet wurde die Firma im März 2004 von Hayo Lewerentz (Boytronic). Während die Musikbranche in einer Krise steckte und große Plattenfirmen keine Wagnisse mehr eingingen, startete Lewerentz sein eigenes Label. Er verfolgte dabei die Absicht, talentierten Künstlern der Sparte Elektropop die Möglichkeit geben, ein Publikum für ihre Musik auch abseits vom Mainstream zu finden.
Im Juli 2004 veröffentlichte Major Records das Boytronic-Doppelalbums Maxi, ein Best-of der Band, mit exklusiven neuen Tracks und Remixen. Gleichzeitig brachte das Label das Album Words Once Said der Band Celluloide aus Frankreich heraus.

### 2005
2005 nahm die Plattenfirma weitere Musikprojekte unter Vertrag und erweiterte ihr Profil. Die Band Ultrafox, bestehend aus zwei Mitgliedern der Sneaker Pimps und zwei deutschen Sängerinnen, veröffentlichte ihr Album Ice Skating, das Duo Eden aus Irland ihre CD Desolate Shores, sowie Leeloo Kobayashi (Ex-Propaganda-Mitglied Andreas Thein) das Album Playthings.

### 2006
2006 begann Major Records, in Kooperation mit dem Online-Musikmagazin Re-Flexion, die Samplerreihe elektrisch! herauszugeben. Bekannte Gruppen aus dem Bereich Synthie-/Elektropop (u. a. Alphaville, Erasure, Goldfrapp), sowie Newcomer steuern dafür exklusive oder rare Songs und Remixe bei. elektrisch! 1 erschien im März 2006, elektrisch! 2 im Februar 2007. 
Im Frühjahr 2006 bekam das Label Zuwachs durch Chris Corner alias IAMX. Der Frontmann der Sneaker Pimps veröffentlichte über Major Records sein zweites Soloalbum The Alternative sowie den Vorgänger Kiss + Swallow als Re-Release. Auch das Berliner Poptrio X-Perience, bekannt durch Hits in den 90ern, feierte 2006 mit dem Album Lost in Paradise bei Major Records sein Comeback. Eine der Singles daraus war das Duett mit Midge Ure, Personal Heaven.

### 2007
2007 stieß die Kultband Ladytron aus England zu Major Records. Ihr Album Witching Hour erschien dort als neue, erweiterte Auflage mit Bonus-CD. Mit Christian Purwien, dem Sänger von Second Decay, nahm das Hamburger Label einen weiteren, renommierten Künstler unter Vertrag. 2007 erschien mit Eins das erste Album seiner neuen Band Purwien. 
Auf der Suche nach Newcomern entdeckte Lewerentz außerdem die Hamburger Indie-Pop-Band Yuno, deren Debüt Satellite 2007 bei Major Records erschien, sowie die Synth-Rock-Formation Pearls of Dew, die im gleichen Jahr ihr erstes Album Alpha vorlegte.
Ebenfalls im Jahr 2007 gründete Lewerentz das Tochterunternehmen Major Digital, das die Songs seiner Künstler ausschließlich als Downloads bereitstellt. Ziel ist es hier, die Musik einiger Newcomer weltweit im Internet verfügbar zu machen und so eine Fangemeinde aufzubauen, bevor das Risiko einer teuren CD-Produktion eingegangen wird.
Ende 2007 veröffentlichte die bekannte britische Elektropop-Band Mesh über Major Records ihre Live-DVD The World's A Big Place / We Collide Tour.

### 2008
2008 veröffentlichten Ladytron bei Major Records ihr viertes Album Velocifero. 
Im März 2008 erschien auch der dritte und letzte Teil der Samplerreihe elektrisch!. 
Das Label entdeckte außerdem die deutsche Synthpopband Ultima Bleep und brachte deren Debütalbum I auf den Markt. Darüber hinaus gab es einige Digital-Veröffentlichungen von Newcomerbands über das Tochterlabel Major Digital.

### 2009
Die ersten Veröffentlichungen des Jahres 2009 sind die beiden Alben Damaged Goods von Mechanical Cabaret sowie Warpaint von der neu unter Vertrag genommenen Band Scarlet Soho. Beide Alben erschienen im März des Jahres.

## Künstler
- Boytronic
- Celluloide
- Eden
- IAMX
- Ladytron
- Mechanical Cabaret
- Motus
- Pearls of Dew
- The Promise
- Purwien
- X-Perience
- Yuno